# La pelle che scotta
La pelle che scotta (The Interns) è un film del 1962 diretto da David Swift.
È un film drammatico statunitense con Cliff Robertson, Suzy Parker e Michael Callan. È basato sul romanzo del 1960 The Interns di Richard Frede. È un melodramma medico che anticipa molte serie televisive dall'ambientazione e dal soggetto simili. Si concentra sui conflitti personali e professionali di alcuni giovani medici tirocinanti sotto il tutoraggio dei colleghi anziani, interpretati da Telly Savalas e Buddy Ebsen.

## Produzione
Il film, diretto da David Swift su una sceneggiatura di Walter Newman e David Swift con il soggetto di Richard Frede (autore del romanzo), fu prodotto da Robert Cohn per la Robert Cohn Productions e girato nel Los Angeles County/USC Medical Center a Los Angeles in California. Il brano della colonna sonora Bye and Bye è composto da Turk Murphy and His Jazz Orchestra.

## Distribuzione
Il film fu distribuito con il titolo The Interns negli Stati Uniti dall'8 agosto 1962 al cinema dalla Columbia Pictures.
Altre distribuzioni:
- in Francia nell'ottobre del 1962 (Les internes)
- in Austria nel 1963 (Männer, die das Leben lieben)
- in Finlandia il 11 gennaio 1963 (Hurja yö)
- in Germania Ovest il 15 gennaio 1963 (Männer, die das Leben lieben)
- in Danimarca il 5 febbraio 1963 (Engle er vi ikke)
- in Spagna (Hombres que dejan huella)
- in Grecia (I dolce vita tis Amerikis)
- in Brasile (Viver, Amar, Sofrer)
- in Italia (La pelle che scotta)

## Critica
Secondo Leonard Maltin il film è una "brillante e rinnovata soap opera con il dottor Kildare" che si regge soprattutto sul "cast giovane".

## Sequel
La pelle che scotta ha avuto un seguito: Squadra d'emergenza (The New Interns) del 1964.
Il film generò anche una serie televisiva, Los Angeles: ospedale nord, trasmessa sulla CBS dal 1970 al 1971.